# Anopheles konderi
Anopheles konderi is een muggensoort uit de familie van de steekmuggen (Culicidae). De wetenschappelijke naam van de soort is voor het eerst geldig gepubliceerd in  door Galvão & Damasceno,1942.